# ایشی
ایشی (به لاتین: Ishey) یک منطقهٔ مسکونی در روسیه است که در باشقیرستان واقع شده‌است.